# Бычков, Дмитрий Львович
Дми́трий Льво́вич Бычко́в (21 октября [1 ноября] 1794, Муром, Владимирское наместничество — 29 сентября [11 октября] 1871, Муром, Владимирская губерния) — русский дворянин из рода Бычковых, муромский уездный предводитель дворянства (1830—1833), отставной корнет.

## Биография
Родился 21 октября 1794 года в Муроме в семье дворян.
В Отечественную войну 1812 года служил в Конном полку Нижегородского ополчения. Вместе с регулярными частями русской армии полк участвовал в 1813 году в заграничном походе — в «1813 и 1815 гг. был с полком в заграничном походе, при блокаде крепости Магдебург и сражении при Дрездене, получил медаль в память войны 1812 г.», а позже «за пожертвование в пользу Владимирского ополчения награжден бронзовой медалью на Владимирской ленте в память войны 1853−1856 гг.».
С 1816 года служил в Литовском уланском полку и 16 февраля 1816 года был произведён в корнеты. В 1817 году вышел в отставку.
Позднее его сослуживец по Литовскому уланскому полку и друг вязниковский поэт Михаил Васильевич Хрулёв посвятил ему стихотворение «Песнь дружбе».
С 1830 года был избран предводителем дворянста в Муромском уезде и в этой должности оставался до июня 1833 года.
В 1844 году за ним числилось 558 душ в Муромском и Меленковском уездах Владимирской губернии, в Горбатовском и Арзамасском уездах Нижегородской губернии и в Елатомском уезде Тамбовской губернии.
С 1851 по 1852 год пожертвовал часть своего книжного собрания Муромскому уездному училищу. В 1919 году, после закрытия училища, книги поступили в библиотечный фонд Муромского историко-художественного музея.
Скончался 29 сентября 1871 года в Муроме.

## Память

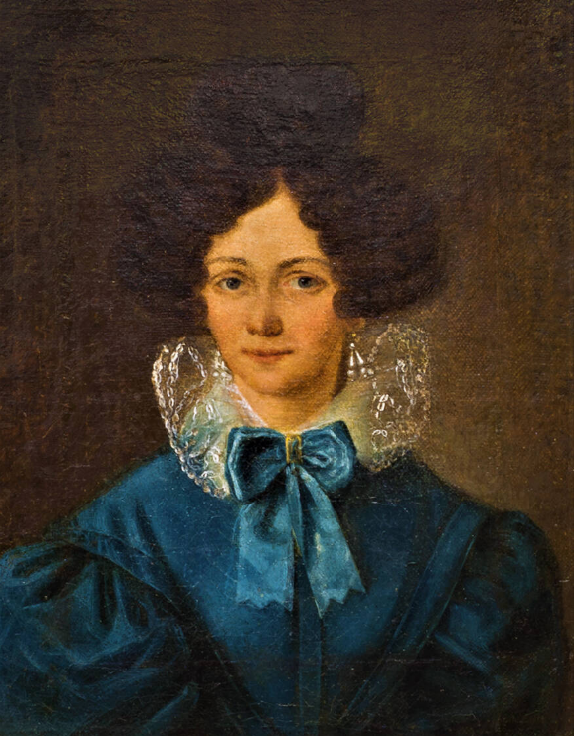
Портрет Варвары Николаевны Бычковой

В собрании Муромского историко-художественного музея хранятся два портрета — Дмитрия Львовича и Варвары Николаевны Бычковых. Оба изображения, исполненные на холсте маслом и относятся к типу кабинетного портрета. Мужской портрет — 44×36 см, женский — 29×23 см, написаны разными художниками и в разное время.

## Семья
- Жена — Варвара Николаевна Бычкова (1799−1862); в 1844 году за ней числилось 93 души в Моршанском уезде Тамбовской губернии и «в Москве в Пречистенской части в Денежном переулке деревянный дом под № 258»[3].
  - Сын — Николай (род. декабрь 1820), муромский и меленковский уездный предводитель дворянства
  - Сын — Илиодор (род. 1823)
  - Дочь — Зинаида (род. 11 октября 1828)
  - Сын — Михаил (род. 9 сентября 1834)